# José de Barros Alarcão
Dom José de Barros Alarcão (Leiria, 28 de Novembro de 1634 - Rio de Janeiro, 6 de Abril de 1700 ) foi um bispo português, sendo o primeiro bispo efectivo da recém criada Diocese de São Sebastião do Rio de Janeiro, hoje Arquidiocese de São Sebastião do Rio de Janeiro, durante os anos de 1680 a 1700. Tomou posse por meio de procuração no dia 14 de Dezembro de 1681 e assumiu pessoalmente a diocese em 13 de Julho de 1682, embora já tivesse sido Nomeado para o cargo pela Santa Sé desde 19 de Agosto de 1680.

## Vida
Nasceu em 28 de Novembro de 1634 na cidade Litorânea de Leiria, Portugal.
Foi filho de Francisco de Barros de Vasconcelos e Paula de Vilhena de Alarcão. Estudou desde cedo e se tornou Doutor em Direito Canónico pela Universidade de Coimbra. No dia 03 de Dezembro de 1679 aos 45 anos foi ordenado Sacerdote da Igreja Católica pela Ordem Secular, tendo desde cedo reconhecimento como "Possuidor de grandes qualidades". Como parte de seu grande reconhecimento de santidade, com pouco mais de um ano de Ordenação Sacerdotal, foi convidado e nomeado a se tornar bispo para assumir a recém criada Diocese de São Sebastião do Rio de Janeiro no dia 19 de Agosto de 1680.
Morreu em 06 de Abril de 1700, poucos dias após retornar de Portugal ao Rio de Janeiro, devido a necessidade de ir a Lisboa prestar considerações decorrentes de sua administração episcopal diocesana.

## Episcopado
Inicialmente escolhido para suceder Frei Manoel Pereira OP, que nunca chegou a assumir a diocese por motivos auto assumidos de saúde.
Alarcão foi ordenado Bispo por Dom José Antonio de Lencastre, O. Carm no dia 16 de março de 1681 por meio de uma procuração autorizada pela Santa Sé, embora só tenha chegado na província do Rio de Janeiro para assumir pessoalmente a sua diocese que tinha o tamanho equiparado ao que hoje é a Ucrânia no dia 13 de Julho de 1682.
Desde o inicio de seu episcopado efectivo conseguiu consideráveis feitos pastorais, como a organização da Catedral (a qual era emprestada), e a organização das funções dos Cônegos, também como buscou fundar novas Paroquias, assim como nomeou o Prelado Francisco da Silveira Dias como Deão e Vigário Geral.
Embora sua administração também tenha sido controversa, tendo sérios problemas com a população local pela grande exigência de rigorosidade na admissão de candidatos as ordens religiosas, de principio gerando certo desconforto com a população local, que acabaria anos depois apoiando as revoltas na Câmara Municipal.
O bispo tratou em seu episcopado de visitar todas as capitanias que faziam parte da sua administração eclesiástica e vendo que havia maior qualidade de vida dentre os clérigos em outras localidades, já que no Rio de Janeiro, tinha problemas no seu pagamento da Côngrua( embora falte na historiografia informações sobre a os motivos administrativos da Cúria em fazer o pagamento ao clero, estabelecido na região). morando assim, em uma casa alugada, decidiu por isso morar três anos em São Paulo, onde fundou o Recolhimento de Santa Teresa juntamente com Lourenço Castanho Taques.
Devido ao longo período de ausência do Bispo em sua cátedra, foi instaurado um processo na corte por conta de manifestações que ocorreram  na Câmara Municipal do Rio de Janeiro contra suas decisões, tendo ele sido chamado a Portugal para justificar-se, onde acabou ficando entre 1689-1699 em Portugal, esperando a resolução do caso, porem devido a demora a população carioca reivindicou novamente na câmara a volta do Bispo.
Tendo por isso Alarcão, depois de dez anos da abertura do processo sua justificativa aceita, ganhado o direito de retornar a sua diocese amparado pela Carta Régia de 19 de Outubro de 1699.
Chegou de volta em sua Cátedra no Rio de Janeiro no dia 28 de Março de 1700, falecendo poucos dias depois no dia 06 de Abril de 1700.
Foi substituído por Dom Francisco de São Jerónimo,C.S.J.E

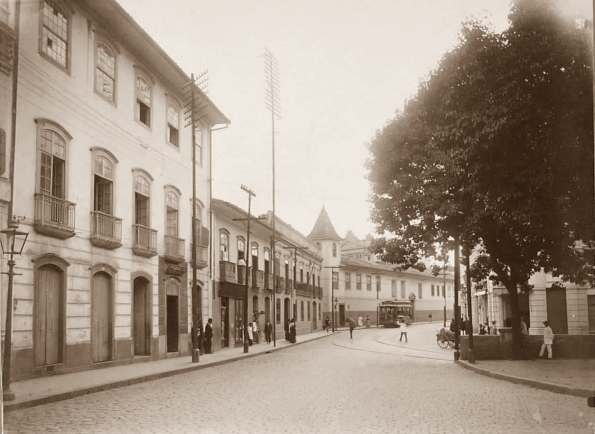
Foto da rua do Carmo na cidade de São Paulo no ano de 1915 onde no fundo da foto esta localizado o recolhimento de Santa Teresa

## Diocese de São Sebastião do Rio de Janeiro
A cidade de São Sebastião do Rio de Janeiro foi criada em 1565 e seu território foi sujeito a jurisdição do Bispo da Bahia até o 1575 quando o Papa Gregório XIII criou a prelazia pelo decreto “In superemminenti militantis Ecclesiae”.
Com crescimento estrondoso das cidades longínquas de Salvador e de Olinda o Papa Inocêncio XI elevou a prelazia a categoria de diocese em 1676 como sufrágio da Sé de Salvador criada na mesma data pela Bula “Romani Pontificis pastoralis sollicitudo”
Durante quase todo o século XVII, a cidade do Rio de Janeiro teve um desenvolvimento urbano lento. Uma rede de pequenas ruelas conectava entre si as igrejas, ligando-as ao Paço e ao Mercado do Peixe, à beira do cais. A partir delas, nasciam as principais ruas do atual centro.
Porém, com a invasão holandesa no Nordeste brasileiro, a produção de açúcar é aumentada a partir dos vários engenhos que se espalham pela cidade, gerando um crescimento geográfico e demográfico estrondoso. Com cerca de 30 mil habitantes na segunda metade do século XVII, o Rio de Janeiro tornara-se a cidade mais populosa do Brasil, passando a ser uma cidade chave para o domínio colonial em toda região sul americana devido ao seu enorme e importante porto.

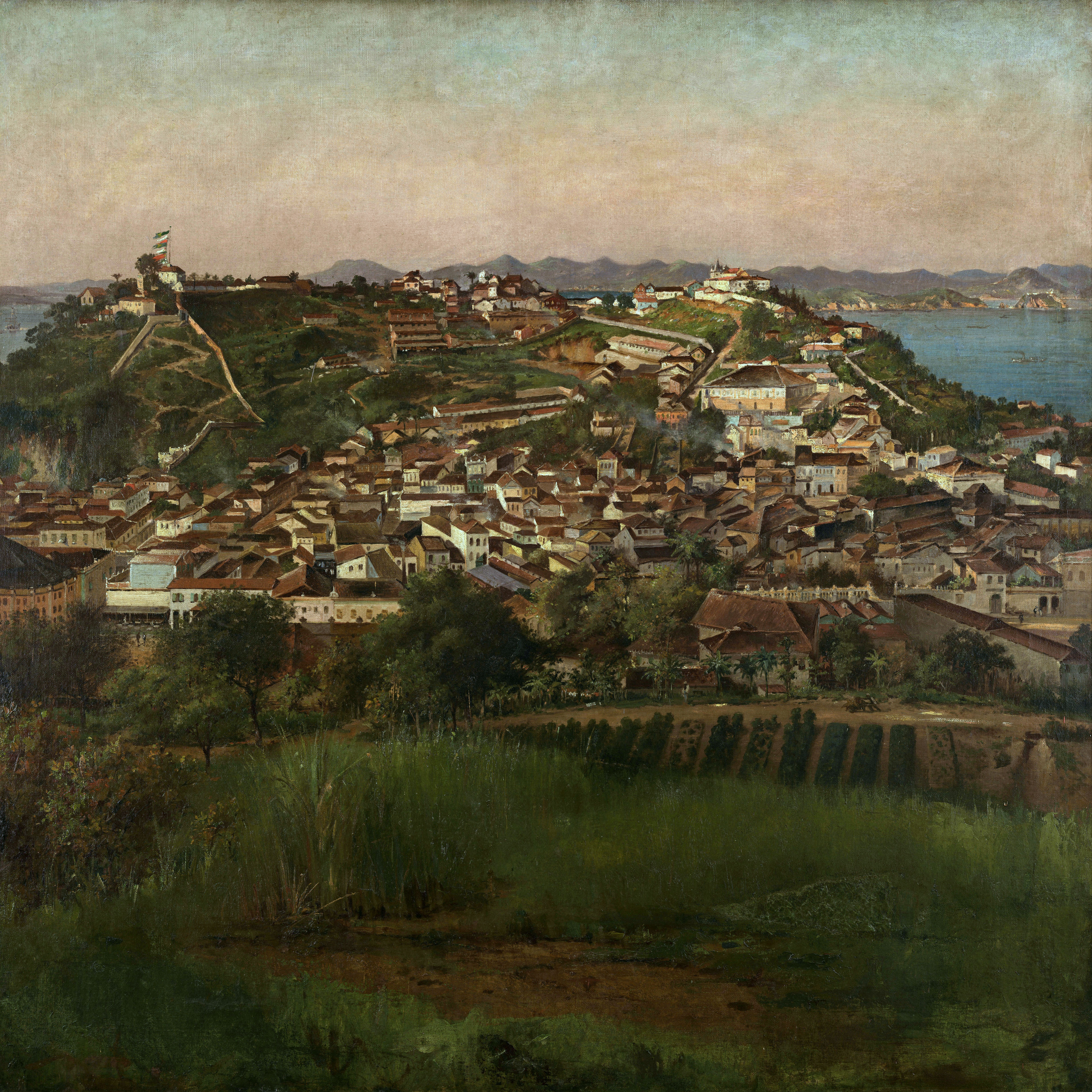
Pintura do Morro do Castelo, onde é possível encontrar a igrejinha construída por Salvador de Sá, a qual era emprestada e serviu de Catedral da Diocese nos seus primeiros 58 anos

Neste contexto José de Barros Alarcão assume a diocese que tem um território mal estabelecido o qual não possuía nem catedral própria onde a igrejinha construída pelo Governador Salvador de Sá no Morro do Castelo, serviu de Catedral da Diocese nos seus primeiros 58 anos.
Mesmo com tão poucos recursos a cátedra era responsável por um território que variava desde territórios do sul como São Paulo quantos centrais como Mariana, Goiás e Cuiabá quando os do norte, como os amazonenses.
Do território original da diocese do Rio de Janeiro, Assumido por Dom José de Alarcão, que era a segunda maior diocese do mundo. Deste território imenso foram desmembradas 131 dioceses, arquidioceses e prelazia diferentes.

## Acontecimentos na cidade do Rio de Janeiro durante o Bispado
Em 1679, a lagoa que se localizava no sopé do Morro de Santo António foi aterrada, dando origem ao atual largo da Carioca.
Por volta de 1680, o tesoureiro da sé, o padre Clemente Martins de Matos, comprou terrenos no atual bairro de Botafogo e nomeou o morro que limitava sua propriedade como Dona Marta, em homenagem a sua mãe.
Durante o período a atual rua Miguel Couto concentravam o comercio de mercadores de prata trazida legal ou ilegalmente do Peru. Esses comerciantes de prata, frequentemente de nacionalidade boliviana ou peruana, construíram uma capela em homenagem a Nossa Senhora de Copacabana, dando origem ao bairro de Copacabana
A partir de 1693, o forte de Santiago passou a servir de calabouço para escravos que tivessem cometido alguma penalidade. Por esse motivo passou a ser chamado de ponta do Calabouço.
Em 1695, uma esquadra francesa comandada por De Gennes que explorava o Atlântico Sul foi bombardeada pelas fortalezas da cidade.
Em 1696, foi inaugurada a igreja de São Francisco da Prainha, no morro da Conceição.
Em 1697, o caminho ao lado do morro de Santo Antônio começou a ser transformado em rua.

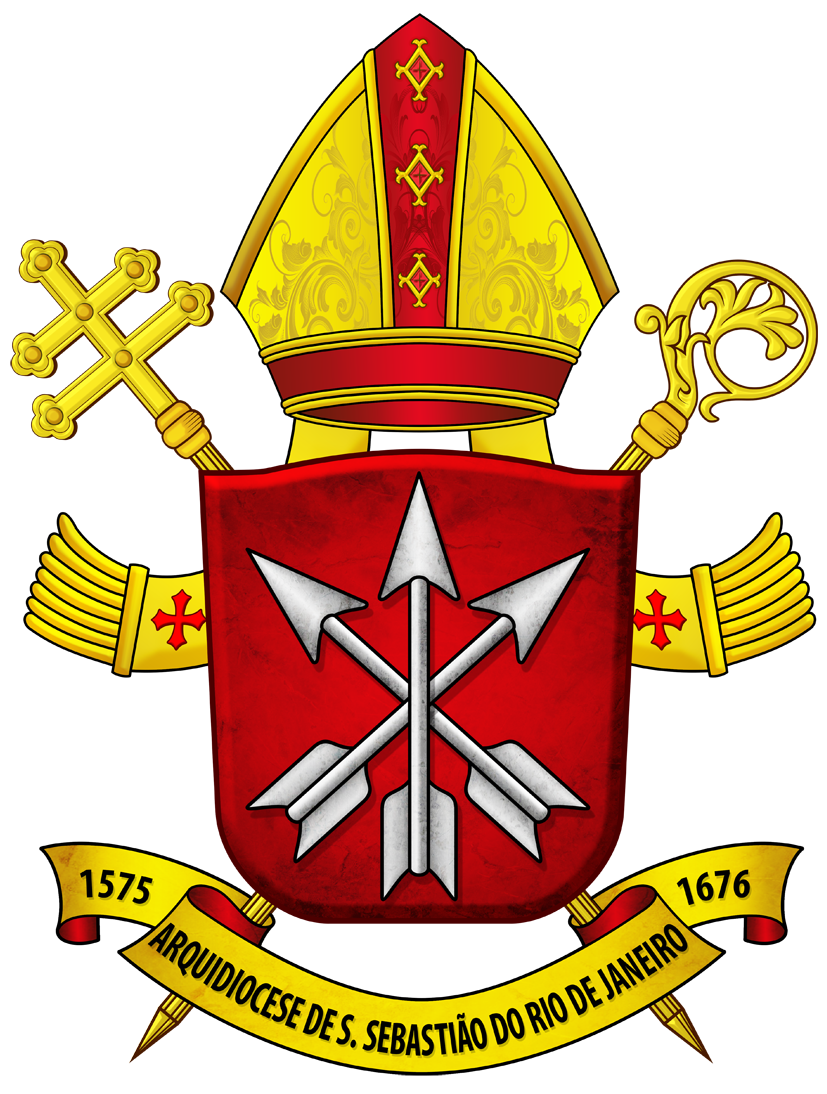
Brasão da Atual Arquidiocese de São Sebastião do Rio de Janeiro

## Legado
Dom José de Alarcão tornou-se conhecido na Sé Apostólica por suas grandes viagens pastorais que fez dentro de todo o território das capitanias as quais faziam parte de sua jurisdição eclesiástica.
Não obstante resolveu causas sociais polémicas, como a autorização para ordenamento sacerdotal de Cristãos Novos, autorizada pelo Breve Apostólico "ex defectus sanguinis" obtido junto ao Papa Inocêncio XII, pelo seminarista Francisco de Paredes.
Nessa época, grande parte da população branca da cidade era composta por cristãos-novos, ou seja, por judeus recém convertidos ao cristianismo. Porém, como a repressão religiosa era branda, os cristãos-novos continuaram a manter suas tradições religiosas judaicas, ao lado das práticas cristãs. Os cristãos-novos da cidade se dedicavam a diferentes profissões: eram médicos, artesãos, funcionários públicos, donos de engenhos de açúcar e até faziam parte do Clero (após a decisão de Alarcão).
Hoje inúmeras ruas por todo o Brasil levam seu nome como homenagem dos Governos Municipais.

### Ordenações episcopais

#### Coordenante de
- Bispo Francisco de Lima, O.Carm. (1692)
- Dom António Vasconcelos e Souza (1692)
- Bispo Timóteo do Sacramento, OSPPE (1693)